# Verticordia amphigia
Verticordia amphigia är en myrtenväxtart som beskrevs av Alexander Segger George. Verticordia amphigia ingår i släktet Verticordia och familjen myrtenväxter. Inga underarter finns listade i Catalogue of Life.